# X Factor (Italia) (sesta edizione)
La sesta edizione del talent show musicale X Factor è andata in onda in prima serata su Sky Uno dal 20 settembre al 7 dicembre 2012 per tredici puntate. Tutte le puntate di questa edizione vengono trasmesse in chiaro la domenica successiva alla trasmissione su Sky Uno.
La vincitrice è Chiara, cantante della categoria Over 25 di Morgan.
Si tratta della seconda edizione ad essere prodotta e trasmessa da Sky Italia. Alla conduzione rimane confermato Alessandro Cattelan e alla giuria siedono di nuovo Simona Ventura, Elio, Arisa e Morgan. Il vincitore ha diritto ad un contratto discografico con Sony Music Italia del valore complessivo di 300 000 euro.
Il 13 marzo 2013 Alessandro Cattelan e Simona Ventura hanno ritirato al Teatro Ariston di Sanremo il Premio Regia Televisiva per la categoria Top Ten.

## Trasmissione
Novità principale dell'edizione è il WebFactor trasmesso in streaming sul sito ufficiale del programma tutti i giovedì prima del live show dalle 21.00 alle 21.10 con la conduzione di Brenda Lodigiani e Max Novaresi, confermati anche all'XtraFactor. Dal 22 novembre 2012 Web Factor va in onda, sempre in diretta, in simulcast anche su SkyUno diventando AnteFactor.
Dal 19 ottobre 2012 dal lunedì al venerdì alle 19.10 vanno in onda su Sky Uno i daytime.
Dal 23 settembre 2012, come per l'anno passato il canale Cielo manda la replica edita della puntata trasmessa il giovedì precedente su Sky Uno.
Dal 28 ottobre 2012 a Cielo che gol! Max Novaresi conduce uno spazio interamente dedicato a X Factor.
Dal 25 novembre 2012 su Cielo alle 20.30 prima della replica del live show vanno in onda l'X Factor Daily del venerdì con il riassunto della puntata precedente (rinominato X Factor Rewind) seguito dall'Ante Factor.
Per la prima volta in Italia in occasione della finale la puntata è stata divisa in due come nel format originale andando in onda giovedì 6 e venerdì 7 dicembre 2012.

## Categorie
Le categorie di X Factor 6 rimangono suddivise in 4 (come nelle precedenti due edizioni), ognuna affidata ad un giudice:
- Uomini 16-24 (Simona Ventura)
- Donne 16-24 (Elio)
- Over 25 (Morgan)
- Gruppi Vocali (Arisa)

## Selezioni

### I provini

#### Pre-selezioni
Le pre-selezioni si sono svolte a Bari il 5 e il 6 maggio 2012, a Milano dal 19 al 21 maggio 2012 e infine a Roma dal 26 al 28 maggio 2012. I concorrenti che hanno passato questa prima tappa dovranno esibirsi davanti ai quattro giudici di X Factor.
La fase di pre-selezioni è stata trasmessa in diretta da Radio Deejay durante la trasmissione Weejay. Su Sky Uno sono andati in onda da fine maggio agli inizi di giugno attraverso delle clip denominate video stories.

#### Audizioni
La seconda fase dei provini prevede l'esibizione dei cantanti davanti ai quattro giudici e al pubblico. Le puntate, che verranno trasmesse su Sky Uno dal 20 settembre, sono state registrate il 9 e il 10 giugno a Rimini, il 16 e il 17 giugno a Andria e il 23 e 24 giugno 2012 a Milano.

### Bootcamp
La terza fase dei provini prevede l'esibizione dei cantanti selezionati precedentemente nella seconda fase davanti ai quattro giudici, questa volta in assenza di pubblico. Questa fase è chiamata Bootcamp, ossia campo reclute, nella quale si selezionano le reclute che potranno accedere alla quarta fase, quella degli Home visit, ultima fase prima del programma vero e proprio. Su Sky Uno è andato in onda il 4 ottobre 2012.

### Homevisit
La quarta fase dei provini è chiamata Home visit, ed è la fase finale prima del programma in diretta. In questa fase i talenti che sono riusciti a convincere i giudici, e quindi a passare alla fase successiva, saranno assegnati alle rispettive categorie e dovranno tenere un'ultima audizione in quattro diverse location, una per giudice. Al termine di questa prova verranno svelati i nomi dei dodici talenti che andranno a comporre le squadre capitanate dai quattro giudici. Su Sky Uno è andato in onda l'11 ottobre 2012.
| Uomini 16-24  | Ventura | Paola Folli      | Alessandro Mahmoud | Carmelo Veneziano Broccia | Francesco Vecchio |
| Donne 16-24   | Elio    | Alberto Tafuri   | Gaya Misrachi      | Marta Pedoni              | Lucrezia Rossetti |
| Over 25       | Morgan  | Gaetano Cappa    | Didie Caria        | Michele Grandinetti       | Mara Sottocornola |
| Gruppi Vocali | Arisa   | Giuseppe Barbera | Brutte Abitudini   | Diamond Sisters           | Up3Side           |

Nella seconda puntata è avvenuto il ripescaggio di uno degli artisti eliminati all'Home Visit.

## Finalisti
In questo spazio sono elencati i cantanti approdati alla prima puntata live del programma.
Legenda:
- Vincitore
- Secondo classificato

- Terzo classificato
- Quarto classificato

- Non finalista
- Ammesso alla gara

- Semifinalista

- Non ammesso alla gara

| Categoria                     | Cantanti                 | Cantanti                         | Cantanti           | Cantanti       |
| ----------------------------- | ------------------------ | -------------------------------- | ------------------ | -------------- |
| 25+ (Morgan)                  | Chiara (Chiara Galiazzo) | Ics (Alessandro Grimaldini)      | Romina Falconi     | N.D.           |
| Uomini 16-24 (Simona Ventura) | Davide Merlini           | Daniele Coletta                  | Alessandro Mahmoud | Nicola Aliotta |
| Donne 16-24 (Elio)            | Cixi (Eleonora Bosio)    | Nice (Noemi Lucco Borlera)       | Yendry             | N.D.           |
| Gruppi Vocali (Arisa)         | Frères Chaos             | Le Donatella (Provs Destination) | Akmé               | N.D.           |

| Categoria                     | Wildcard            |
| ----------------------------- | ------------------- |
| 25+ (Morgan)                  | Michele Grandinetti |
| Uomini 16-24 (Simona Ventura) | Alessandro Mahmoud  |
| Donne 16-24 (Elio)            | Gaya Misrachi       |
| Gruppi Vocali (Arisa)         | Up3Side             |

## Dettaglio delle puntate

### Tabella delle eliminazioni
- 16-24 ♂ (Simona Ventura)
- 16-24 ♀ (Elio)

- +25 (Morgan)
- Gruppi Vocali (Arisa)

| [ 12 ]         | [ 12 ]         | 1ª puntata     | 1ª puntata     | 2ª puntata             | 2ª puntata             | 3ª puntata             | 3ª puntata             | 4ª puntata             | 4ª puntata                | 5ª puntata             | 5ª puntata             | 6ª puntata              | 6ª puntata              | 7ª puntata                 | 7ª puntata                 | FINALE                 | FINALE                 | FINALE                 | FINALE                 |
| [ 12 ]         | [ 12 ]         | I              | II             | I                      | II                     | I                      | II                     | I                      | II                        | I                      | II                     | I                       | II                      | I                          | II                         | Giovedì                | Venerdì                | Venerdì                |                        |
| [ 12 ]         | [ 12 ]         | I              | II             | I                      | II                     | I                      | II                     | I                      | II                        | I                      | II                     | I                       | II                      | I                          | II                         | Giovedì                | I                      | II                     |                        |
| -------------- | -------------- | -------------- | -------------- | ---------------------- | ---------------------- | ---------------------- | ---------------------- | ---------------------- | ------------------------- | ---------------------- | ---------------------- | ----------------------- | ----------------------- | -------------------------- | -------------------------- | ---------------------- | ---------------------- | ---------------------- | ---------------------- |
|                | Chiara         | 1ª 42,4%       | N.D.           | N.D.                   | 1ª 49,5%               | 1ª 36,5%               | N.D.                   | 1ª 37,4%               | N.D.                      | 1ª 24,9%               | N.D.                   | 1ª 31,3%                | 1ª 31,7%                | 1ª 35,9%                   | 1ª 38,3%                   | 1ª 40,5%               | 1ª 56,2%               | Vincitrice 74,6%       |                        |
|                | Ics            | 4ª 13,9%       | N.D.           | 3ª 17,1%               | N.D.                   | 3ª 13,7%               | N.D.                   | N.D.                   | 1ª 31,8%                  | 2ª 15,2%               | N.D.                   | 3ª 15,8%                | 3ª 17,4%                | 2ª 18,7%                   | 2ª 24,5%                   | 2ª 24,2%               | 2ª 23,3%               | Secondo 25,4%          |                        |
|                | Davide         | N.D.           | 2ª 28,1%       | N.D.                   | 2ª 16,6%               | N.D.                   | 1ª 24,1%               | 3ª 18%                 | N.D.                      | 4ª 11,3%               | N.D.                   | 6ª 11,5%                | N.D.                    | 3ª 16,9%                   | 3ª 20,7%                   | 3ª 18,4%               | 3ª 20,4%               | Eliminato (9ª puntata) | Eliminato (9ª puntata) |
|                | Cixi           | 2ª 18,1%       | N.D.           | N.D.                   | 3ª 16%                 | N.D.                   | 2ª 23,5%               | 2ª 20,1%               | N.D.                      | 5ª 10,3%               | N.D.                   | 2ª 16,2%                | 2ª 18,7%                | 4ª 15,6%                   | 4ª 16,5%                   | 4ª 16,9%               | Eliminata (8ª puntata) | Eliminata (8ª puntata) |                        |
|                | Daniele        | 3ª 16,8%       | N.D.           | 1ª 22,7%               | N.D.                   | 4ª 12,3%               | N.D.                   | N.D.                   | 4ª 17%                    | 7ª 9,78%               | 31,4%                  | 5ª 12,4%                | 4ª 17,3%                | 5ª 12,9%                   | N.D.                       | Eliminato (7ª puntata) | Eliminato (7ª puntata) | Eliminato (7ª puntata) | Eliminato (7ª puntata) |
|                | Frères Chaos   | N.D.           | 5ª 14,4%       | N.D.                   | 5ª 10,1%               | 5ª 11,9%               | N.D.                   | N.D.                   | 2ª 19,6%                  | 3ª 12,9%               | N.D.                   | 4ª 12,8%                | 5ª 14,9%                | Eliminati (6ª puntata)     | Eliminati (6ª puntata)     | Eliminati (6ª puntata) | Eliminati (6ª puntata) | Eliminati (6ª puntata) | Eliminati (6ª puntata) |
|                | Nice           | N.D.           | 1ª 31%         | 2ª 21,5%               | N.D.                   | 2ª 15,1%               | N.D.                   | N.D.                   | 3ª 19,2%                  | 8ª 5,7%                | 33,4%                  | Eliminata (5ª puntata)  | Eliminata (5ª puntata)  | Eliminata (5ª puntata)     | Eliminata (5ª puntata)     | Eliminata (5ª puntata) | Eliminata (5ª puntata) | Eliminata (5ª puntata) | Eliminata (5ª puntata) |
|                | Yendry         | N.D.           | 6ª 13,7%       | N.D.                   | 4ª 10,7%               | N.D.                   | 4ª 16,8%               | 5ª 9%                  | N.D.                      | 6ª 9,79%               | 35,1%                  | Eliminata (5ª puntata)  | Eliminata (5ª puntata)  | Eliminata (5ª puntata)     | Eliminata (5ª puntata)     | Eliminata (5ª puntata) | Eliminata (5ª puntata) | Eliminata (5ª puntata) | Eliminata (5ª puntata) |
|                | Romina         | N.D.           | 4ª 14,9%       | 5ª 12,7%               | N.D.                   | N.D.                   | 5ª 16,4%               | N.D.                   | 5ª 12,4%                  | Eliminata (4ª puntata) | Eliminata (4ª puntata) | Eliminata (4ª puntata)  | Eliminata (4ª puntata)  | Eliminata (4ª puntata)     | Eliminata (4ª puntata)     | Eliminata (4ª puntata) | Eliminata (4ª puntata) | Eliminata (4ª puntata) |                        |
|                | Le Donatella   | N.D.           | 3ª 17,5%       | 4ª 15,2%               | N.D.                   | N.D.                   | 3ª 19,1%               | 4ª 15,5%               | N.D.                      | Eliminate (4ª puntata) | Eliminate (4ª puntata) | Eliminate (4ª puntata)  | Eliminate (4ª puntata)  | Eliminate (4ª puntata)     | Eliminate (4ª puntata)     | Eliminate (4ª puntata) | Eliminate (4ª puntata) | Eliminate (4ª puntata) |                        |
|                | Mahmoud        | Non in gara    | Non in gara    | Non in gara            | New Entry              | 6ª 10,5%               | N.D.                   | Eliminato (3ª puntata) | Eliminato (3ª puntata)    | Eliminato (3ª puntata) | Eliminato (3ª puntata) | Eliminato (3ª puntata)  | Eliminato (3ª puntata)  | Eliminato (3ª puntata)     | Eliminato (3ª puntata)     | Eliminato (3ª puntata) | Eliminato (3ª puntata) | Eliminato (3ª puntata) |                        |
|                | Akmé           | 5ª 6,6%        | N.D.           | 6ª 10,8%               | N.D.                   | Eliminati (2ª puntata) | Eliminati (2ª puntata) | Eliminati (2ª puntata) | Eliminati (2ª puntata)    | Eliminati (2ª puntata) | Eliminati (2ª puntata) | Eliminati (2ª puntata)  | Eliminati (2ª puntata)  | Eliminati (2ª puntata)     | Eliminati (2ª puntata)     | Eliminati (2ª puntata) | Eliminati (2ª puntata) | Eliminati (2ª puntata) |                        |
|                | Nicola         | 6ª 2,3%        | N.D.           | Eliminato (1ª puntata) | Eliminato (1ª puntata) | Eliminato (1ª puntata) | Eliminato (1ª puntata) | Eliminato (1ª puntata) | Eliminato (1ª puntata)    | Eliminato (1ª puntata) | Eliminato (1ª puntata) | Eliminato (1ª puntata)  | Eliminato (1ª puntata)  | Eliminato (1ª puntata)     | Eliminato (1ª puntata)     | Eliminato (1ª puntata) | Eliminato (1ª puntata) | Eliminato (1ª puntata) |                        |
|                |                |                |                |                        |                        |                        |                        |                        |                           |                        |                        |                         |                         |                            |                            |                        |                        |                        |                        |
| Ultimo scontro | Ultimo scontro | Nicola Yendry  | Nicola Yendry  | Akmé Frères Chaos      | Akmé Frères Chaos      | Alessandro Romina      | Alessandro Romina      | Donatella Yendry       | Daniele Romina            | Daniele Nice           | Daniele Nice           | Davide Frères Chaos     | Davide Frères Chaos     | Cixi Daniele               | Cixi Daniele               |                        |                        |                        |                        |
|                | Voto di Arisa  | Nicola         | Nicola         | Akmé                   | Akmé                   | Alessandro             | Alessandro             | Yendry                 | Daniele                   | Daniele                | Daniele                | Davide                  | Davide                  | Daniele                    | Daniele                    |                        |                        |                        |                        |
|                | Voto di Elio   | Nicola         | Nicola         | -                      | -                      | Alessandro             | Alessandro             | Donatella              | Romina                    | Daniele                | Daniele                | Frères Chaos            | Frères Chaos            | Daniele                    | Daniele                    |                        |                        |                        |                        |
|                | Voto di Morgan | Nicola         | Nicola         | Akmé                   | Akmé                   | Alessandro             | Alessandro             | Donatella              | Daniele                   | Nice                   | Nice                   | Davide                  | Davide                  | Cixi                       | Cixi                       |                        |                        |                        |                        |
|                | Voto di Simona | Yendry         | Yendry         | Akmé                   | Akmé                   | Romina                 | Romina                 | Yendry                 | Romina                    | Nice                   | Nice                   | Frères Chaos            | Frères Chaos            | Cixi                       | Cixi                       |                        |                        |                        |                        |
| Eliminati      | Eliminati      | Nicola Aliotta | Nicola Aliotta | Akmé                   | Akmé                   | Alessandro Mahmoud     | Alessandro Mahmoud     | Donatella TILT 54,7%   | Romina Falconi TILT 58,7% | Yendry Fiorentino      | Yendry Fiorentino      | Frères Chaos TILT 64,4% | Frères Chaos TILT 64,4% | Daniele Coletta TILT 58,4% | Daniele Coletta TILT 58,4% | Cixi                   | Davide Merlini         | Ics                    |                        |
| Eliminati      | Eliminati      | Nicola Aliotta | Nicola Aliotta | Akmé                   | Akmé                   | Alessandro Mahmoud     | Alessandro Mahmoud     | Donatella TILT 54,7%   | Romina Falconi TILT 58,7% | Nice TILT 52,1%        |                        | Frères Chaos TILT 64,4% | Frères Chaos TILT 64,4% | Daniele Coletta TILT 58,4% | Daniele Coletta TILT 58,4% | Cixi                   | Davide Merlini         | Ics                    |                        |

### Dettaglio delle puntate

#### Prima puntata
Data: Giovedì 18 ottobre 2012

Ospiti: Francesca Michielin, Robbie Williams

Canzoni cantate dagli ospiti: Distratto (Francesca Michielin e i talenti di X Factor) - Rock DJ, Let Me Entertain You (Robbie Williams e i talenti di X Factor) - Candy (Robbie Williams) - Sola (Francesca Michielin)
| Ordine                                                 | Cantante     | Giudice | Canzone (cantante originale)                                     | Risultato |
| ------------------------------------------------------ | ------------ | ------- | ---------------------------------------------------------------- | --------- |
| 1                                                      | Ics          | Morgan  | Sex Machine (James Brown)                                        | Salvo     |
| 2                                                      | Nicola       | Ventura | Io vivrò (senza te) (Lucio Battisti)                             | Ultimo    |
| 3                                                      | Cixi         | Elio    | You've Got the Love (Florence and the Machine)                   | Salva     |
| 4                                                      | Akmé         | Arisa   | My Kind of Love (Emeli Sandé)                                    | Salvi     |
| 5                                                      | Daniele      | Ventura | Strange World (Ké)                                               | Salvo     |
| 6                                                      | Chiara       | Morgan  | Purple Rain (Prince)                                             | Salva     |
|                                                        |              |         |                                                                  |           |
| 1                                                      | Donatella    | Arisa   | Timebomb (Kylie Minogue)                                         | Salve     |
| 2                                                      | Yendry       | Elio    | Per sempre (Nina Zilli)                                          | Ultima    |
| 3                                                      | Romina       | Morgan  | Duel (Propaganda)                                                | Salva     |
| 4                                                      | Davide       | Ventura | A chi mi dice (Blue)                                             | Salvo     |
| 5                                                      | Frères Chaos | Arisa   | Somebody That I Used to Know (Gotye)                             | Salvi     |
| 6                                                      | Nice         | Elio    | L'ultima occasione (Mina)                                        | Salva     |
| Ballottaggio (cavallo di battaglia - brano a cappella) |              |         |                                                                  |           |
| 1                                                      | Nicola       | Ventura | When I Get You Alone (Robin Thicke) - I'm Outta Love (Anastacia) | Eliminato |
| 2                                                      | Yendry       | Elio    | Blue Jeans (Lana Del Rey) - At Last (Etta James)                 | Salva     |

Voto dei giudici per eliminare:
- Simona Ventura: Yendry, per salvare il suo artista, Nicola;
- Elio: Nicola, per salvare la sua artista, Yendry;
- Arisa: Nicola, trovandolo un cantante troppo accademico;
- Morgan: Nicola, preferendo l'originalità di Yendry.

##### Wildcard
In verde sono indicati i cantanti che i giudici hanno deciso di candidare al ripescaggio per la propria categoria.
| Uomini 16-24  | Ventura | Alessandro Mahmoud | Carmelo Veneziano Broccia | Francesco Vecchio |
| Donne 16-24   | Elio    | Gaya Misrachi      | Marta Pedoni              | Lucrezia Rossetti |
| Over 25       | Morgan  | Didie Caria        | Michele Grandinetti       | -                 |
| Gruppi Vocali | Arisa   | Brutte Abitudini   | Diamond Sisters           | Up3Side           |

#### Seconda puntata
Data: Giovedì 25 ottobre 2012

Ospiti: Club Dogo, Giuliano Palma, Il Cile

Canzoni cantate dagli ospiti: Tutto ciò che ho (Club Dogo e Il Cile) - P.E.S. (Club Dogo e Giuliano Palma)
| Ordine                                                 | Cantante     | Giudice | Canzone (cantante originale)                                   | Risultato |
| ------------------------------------------------------ | ------------ | ------- | -------------------------------------------------------------- | --------- |
| 1                                                      | Nice         | Elio    | Lonely Boy (The Black Keys)                                    | Salva     |
| 2                                                      | Donatella    | Arisa   | Lamette (Donatella Rettore)                                    | Salve     |
| 3                                                      | Romina       | Morgan  | The Voice (Ultravox)                                           | Salva     |
| 4                                                      | Daniele      | Ventura | Madness (Muse)                                                 | Salvo     |
| 5                                                      | Akmé         | Arisa   | Voglio vederti danzare (Franco Battiato)                       | Ultimi    |
| 6                                                      | Ics          | Morgan  | White Lines (Grandmaster Flash)                                | Salvo     |
|                                                        |              |         |                                                                |           |
| 1                                                      | Yendry       | Elio    | Call Me Maybe (Carly Rae Jepsen)                               | Salva     |
| 2                                                      | Chiara       | Morgan  | Somewhere Over the Rainbow (Israel Kamakawiwo'ole)             | Salva     |
| 3                                                      | Frères Chaos | Arisa   | Crystalized (The xx)                                           | Ultimi    |
| 4                                                      | Davide       | Ventura | Iris (Goo Goo Dolls)                                           | Salvo     |
| 5                                                      | Cixi         | Elio    | Tutto l'amore che ho (Jovanotti)                               | Salva     |
| Ballottaggio (cavallo di battaglia - brano a cappella) |              |         |                                                                |           |
| 1                                                      | Akmé         | Arisa   | Impressioni di settembre (PFM) - Hide and Seek (Imogen Heap)   | Eliminati |
| 2                                                      | Frères Chaos | Arisa   | Rumour Has It (Adele) - Mi sono innamorato di te (Luigi Tenco) | Salvi     |

Voto dei giudici per eliminare:
- Arisa: Akmé, perché i Frères Chaos sono più pronti;
- Morgan: Akmé, coerentemente con quanto deciso dal loro giudice;
- Simona Ventura: Akmé, ritenendo i Frères Chaos interessanti;
- Elio: non vota perché è stata raggiunta la maggioranza, anche lui avrebbe eliminato gli Akmé.

##### Wildcard
| Ordine | Cantante   | Giudice | Canzone (cantante originale)    | Risultato         |
| ------ | ---------- | ------- | ------------------------------- | ----------------- |
| 1      | Up3Side    | Arisa   | Svalutation (Adriano Celentano) | Eliminati (16,7%) |
| 2      | Alessandro | Ventura | Master Blaster (Stevie Wonder)  | In gara (32,7%)   |
| 3      | Gaya       | Elio    | Run Baby Run (Sheryl Crow)      | Eliminata (26,4%) |
| 4      | Michele    | Morgan  | Somebody to love (Queen)        | Eliminato (24,2%) |

#### Terza puntata
Data: Giovedì 1º novembre 2012

Tema: Let's Band! (brani portati al successo da band famose)

Ospiti: One Direction, Scissor Sisters

Canzoni cantate dagli ospiti: Only the Horses (Scissor Sisters) - Live While We're Young (One Direction)
| Ordine                                                 | Cantante     | Giudice | Canzone (cantante originale)                                                       | Risultato |
| ------------------------------------------------------ | ------------ | ------- | ---------------------------------------------------------------------------------- | --------- |
| 1                                                      | Chiara       | Morgan  | I Want to Hold Your Hand (Sparks)                                                  | Salva     |
| 2                                                      | Daniele      | Ventura | Tutti i miei sbagli (Subsonica)                                                    | Salvo     |
| 3                                                      | Frères Chaos | Arisa   | Little Talks (Of Monsters and Men)                                                 | Salvi     |
| 4                                                      | Nice         | Elio    | Eternità (Camaleonti)                                                              | Salva     |
| 5                                                      | Alessandro   | Ventura | Name and Number (Curiosity Killed the Cat)                                         | Ultimo    |
| 6                                                      | Ics          | Morgan  | 21st Century Schizoid Man (King Crimson)                                           | Salvo     |
|                                                        |              |         |                                                                                    |           |
| 1                                                      | Cixi         | Elio    | Sing It Back (Moloko)                                                              | Salva     |
| 2                                                      | Romina       | Morgan  | Rio (Duran Duran)                                                                  | Ultima    |
| 3                                                      | Donatella    | Arisa   | Rocket (Goldfrapp)                                                                 | Salve     |
| 4                                                      | Yendry       | Elio    | Don't Speak (No Doubt)                                                             | Salva     |
| 5                                                      | Davide       | Ventura | Vieni da me (Le Vibrazioni)                                                        | Salvo     |
| Ballottaggio (cavallo di battaglia - brano a cappella) |              |         |                                                                                    |           |
| 1                                                      | Alessandro   | Ventura | Master Blaster (Stevie Wonder) - Come il sole all'improvviso (Zucchero Fornaciari) | Eliminato |
| 2                                                      | Romina       | Morgan  | Bohemian Rhapsody (Queen) - Llorando (Rebekah del Rio)                             | Salva     |

Voto dei giudici per eliminare:
- Simona Ventura: Romina, per salvare il suo artista, Alessandro;
- Morgan: Alessandro, per salvare la sua artista, Romina;
- Elio: Alessandro, perché Romina ha più possibilità di trovare il successo discografico;
- Arisa: Alessandro, avendola Romina convinta maggiormente durante il ballottaggio.

#### Quarta puntata
Data: Giovedì 8 novembre 2012

Ospite: Emis Killa

Canzone cantata dall'ospite: Parole di ghiaccio (Emis Killa)

Particolarità: Hell Factor (eliminazione di due concorrenti, entrambe decretate dai giudici)

In apertura di puntata, Arisa si esibisce in Meraviglioso amore mio con i talenti di X Factor.
| Ordine                              | Cantante  | Giudice | Canzone (cantante originale)      | Risultato  |
| ----------------------------------- | --------- | ------- | --------------------------------- | ---------- |
| 1                                   | Donatella | Arisa   | Maneater (Nelly Furtado)          | Ultimi due |
| 2                                   | Cixi      | Elio    | Turning Tables (Adele)            | Salva      |
| 3                                   | Davide    | Ventura | È l'amore che conta (Giorgia)     | Salvo      |
| 4                                   | Chiara    | Morgan  | The Final Countdown (Europe)      | Salva      |
| 5                                   | Yendry    | Elio    | Locked Out of Heaven (Bruno Mars) | Ultimi due |
| Ballottaggio (cavallo di battaglia) |           |         |                                   |            |
| 1                                   | Donatella | Arisa   | Amore disperato (Nada)            | Eliminate  |
| 2                                   | Yendry    | Elio    | If I Ain't Got You (Alicia Keys)  | Salva      |

Voto dei giudici per eliminare:
- Arisa: Yendry, per salvare le sue artiste, Donatella;
- Elio: Donatella, per salvare la sua artista, Yendry;
- Morgan: Donatella, riconoscendo la superiorità vocale di Yendry;
- Simona Ventura: Yendry, invocando la decisione del pubblico.

I giudici non trovano un accordo, quindi si è entrati in TILT. Il televoto decreta l'eliminazione delle Donatella.
| Ordine                              | Cantante     | Giudice | Canzone (cantante originale)          | Risultato  |
| ----------------------------------- | ------------ | ------- | ------------------------------------- | ---------- |
| 1                                   | Ics          | Morgan  | Der Kommissar (Falco)                 | Salvo      |
| 2                                   | Daniele      | Ventura | Love Is a Losing Game (Amy Winehouse) | Ultimi due |
| 3                                   | Frères Chaos | Arisa   | Ritual Union (Little Dragon)          | Salvi      |
| 4                                   | Nice         | Elio    | White Rabbit (Jefferson Airplane)     | Salva      |
| 5                                   | Romina       | Morgan  | Il tempo se ne va (Adriano Celentano) | Ultimi due |
| Ballottaggio (cavallo di battaglia) |              |         |                                       |            |
| 1                                   | Daniele      | Ventura | I Can't Stand the Rain (Seal)         | Salvo      |
| 2                                   | Romina       | Morgan  | Beautiful (Christina Aguilera)        | Eliminata  |

Voto dei giudici per eliminare:
- Simona Ventura: Romina, per salvare il suo artista, Daniele;
- Morgan: Daniele, per salvare la sua artista, Romina;
- Arisa: Daniele, continuando ad apprezzare l'intensità di Romina;
- Elio: Romina, avendo considerato migliore la prestazione di Daniele.

I giudici non trovano un accordo, quindi si è entrati in TILT. Il televoto decreta l'eliminazione di Romina.

#### Quinta puntata
Data: Giovedì 15 novembre 2012

Ospiti: Alanis Morissette, Malika Ayane

Canzoni cantate dagli ospiti: Guardian (Alanis Morissette) - Tre cose (Malike Ayane)

Particolarità: Hell Factor (eliminazione di due concorrenti, una decretata dal pubblico e l'altra dai giudici)
| Ordine | Cantante     | Giudice | Canzone (cantante originale)                | Risultato  |
| ------ | ------------ | ------- | ------------------------------------------- | ---------- |
| 1      | Yendry       | Elio    | Tightrope (Janelle Monáe)                   | Ultimi tre |
| 2      | Daniele      | Ventura | Skyfall (Adele)                             | Ultimi tre |
| 3      | Ics          | Morgan  | Iodio (Bluvertigo)                          | Salvo      |
| 4      | Frères Chaos | Arisa   | Enjoy the Silence (Depeche Mode)            | Salvi      |
| 5      | Cixi         | Elio    | Hai delle isole negli occhi (Tiziano Ferro) | Salva      |
| 6      | Davide       | Ventura | Can't Say No (Conor Maynard)                | Salvo      |
| 7      | Nice         | Elio    | Starlight (Muse)                            | Ultimi tre |
| 8      | Chiara       | Morgan  | I Was Made for Lovin' You (Kiss)            | Salva      |

| Ordine | Cantante | Giudice | Cavallo di battaglia                         | Risultato | Ordine | Brano a cappella                                   | Risultato |
| ------ | -------- | ------- | -------------------------------------------- | --------- | ------ | -------------------------------------------------- | --------- |
| 1      | Yendry   | Elio    | What The World Needs Now Is Love (Hal David) | Eliminata | -      | -                                                  | -         |
| 2      | Daniele  | Ventura | I Don't Want to Miss a Thing (Aerosmith)     | Salvo     | 1      | Ogni mio istante (Negramaro)                       | Salvo     |
| 3      | Nice     | Elio    | Cry Baby (Janis Joplin)                      | Salva     | 2      | Amore che vieni, amore che vai (Fabrizio De André) | Eliminata |

Voto dei giudici per eliminare:
- Simona Ventura: Nice, per salvare il suo artista, Daniele;
- Elio: Daniele, per salvare la sua artista, Nice;
- Arisa: Daniele, trovando Nice straordinaria;
- Morgan: Nice, perché Daniele si è saputo misurare con le difficoltà.

I giudici non trovano un accordo, quindi si è entrati in TILT. Il televoto decreta l'eliminazione di Nice.

#### Sesta puntata
Data: Giovedì 22 novembre 2012

Tema: Famolo Dance! (riadattamento di brani famosi in versione dance)

Ospite: Conor Maynard

Canzone cantata dall'ospite: Turn Around

All'inizio della puntata i talenti di X Factor si sono esibiti nella Enel Choice Performance con I Will Survive.
Con l'eliminazione dei Frères Chaos, la categoria dei Gruppi Vocali di Arisa rimane senza concorrenti.
| Ordine                                                 | Cantante     | Giudice | Canzone (cantante originale)                                                     | Risultato                                                                        | Ordine                                                                           | Canzone (cantante originale)                                                     | Risultato |
| ------------------------------------------------------ | ------------ | ------- | -------------------------------------------------------------------------------- | -------------------------------------------------------------------------------- | -------------------------------------------------------------------------------- | -------------------------------------------------------------------------------- | --------- |
| 1                                                      | Ics          | Morgan  | Malarazza (Domenico Modugno)                                                     | Salvo                                                                            | 5                                                                                | Vengo anch'io. No, tu no (Enzo Jannacci)                                         | Salvo     |
| 2                                                      | Davide       | Ventura | Apologize (Timbaland feat OneRepublic)                                           | Ultimo                                                                           | -                                                                                | -                                                                                | -         |
| 3                                                      | Frères Chaos | Arisa   | Pensiero stupendo (Patty Pravo)                                                  | Salvi                                                                            | 4                                                                                | Inside World (WhoMadeWho)                                                        | Ultimi    |
| 4                                                      | Cixi         | Elio    | La solitudine (Laura Pausini)                                                    | Salva                                                                            | 2                                                                                | Right to Be Wrong (Joss Stone)                                                   | Salva     |
| 5                                                      | Daniele      | Ventura | Sei nell'anima (Gianna Nannini)                                                  | Salvo                                                                            | 1                                                                                | Walk (Foo Fighters)                                                              | Salvo     |
| 6                                                      | Chiara       | Morgan  | Alabama Song (Bertolt Brecht, Kurt Weill)                                        | Salva                                                                            | 3                                                                                | You do something to me (Paul Weller)                                             | Salva     |
| Ballottaggio (cavallo di battaglia - brano a cappella) |              |         |                                                                                  |                                                                                  |                                                                                  |                                                                                  |           |
| 1                                                      | Davide       | Ventura | Vivimi (Laura Pausini) - I Still Haven't Found What I'm Looking For (U2)         | Vivimi (Laura Pausini) - I Still Haven't Found What I'm Looking For (U2)         | Vivimi (Laura Pausini) - I Still Haven't Found What I'm Looking For (U2)         | Vivimi (Laura Pausini) - I Still Haven't Found What I'm Looking For (U2)         | Salvo     |
| 2                                                      | Frères Chaos | Arisa   | Somebody That I Used to Know (Gotye) - Nel blu dipinto di blu (Domenico Modugno) | Somebody That I Used to Know (Gotye) - Nel blu dipinto di blu (Domenico Modugno) | Somebody That I Used to Know (Gotye) - Nel blu dipinto di blu (Domenico Modugno) | Somebody That I Used to Know (Gotye) - Nel blu dipinto di blu (Domenico Modugno) | Eliminati |

Voto dei giudici per eliminare:
- Simona Ventura: Frères Chaos, per salvare il suo artista, Davide;
- Arisa: Davide, per salvare i suoi artisti, i Frères Chaos;
- Morgan: Davide, dato che i Frères Chaos hanno musicalmente qualcosa da dire;
- Elio: Frères Chaos, coerentemente con quanto ha sempre pensato di loro.

I giudici non trovano un accordo, quindi si è entrati in TILT. Il televoto decreta l'eliminazione dei Frères Chaos.

#### Settima puntata
Data: Giovedì 29 novembre 2012

Ospite: Mika

Canzone cantata dall'ospite: Grace Kelly (Mika e i talenti di X Factor), Underwater
| Ordine                                                 | Cantante | Giudice | Inedito (autori)                                                      | Risultato                                            | Ordine                                               | Canzone (cantante originale)                         | Risultato |
| ------------------------------------------------------ | -------- | ------- | --------------------------------------------------------------------- | ---------------------------------------------------- | ---------------------------------------------------- | ---------------------------------------------------- | --------- |
| 1                                                      | Davide   | Ventura | 100000 parole d'amore (M. Pezzali, F. Ilacqua, L. Chiaravalli)        | Salvo                                                | 3                                                    | In un giorno qualunque (Marco Mengoni)               | Salvo     |
| 2                                                      | Ics      | Morgan  | Autostima (di prima mattina) (A. Grimaldini, M. Castoldi, G. Cappa)   | Salvo                                                | 4                                                    | The Invisible Man (Queen)                            | Salvo     |
| 3                                                      | Cixi     | Elio    | Non sono l'unica (Bungaro, C. Chiodo)                                 | Salva                                                | 2                                                    | The Message (Nate James)                             | Ultima    |
| 4                                                      | Daniele  | Ventura | Un giorno in più (Gavin DeGraw, M. Cianchi, M. Valicelli, D. Coletta) | Ultimo                                               | -                                                    | -                                                    | -         |
| 5                                                      | Chiara   | Morgan  | Due respiri (E. Ramazzotti, S. Grandi, L. Chiaravalli, C. Galiazzo)   | Salva                                                | 1                                                    | L'amore è tutto qui (Piero Ciampi)                   | Salva     |
| Ballottaggio (cavallo di battaglia - brano a cappella) |          |         |                                                                       |                                                      |                                                      |                                                      |           |
| 1                                                      | Daniele  | Ventura | 21 Guns (Green Day) - Sono solo parole (Noemi)                        | 21 Guns (Green Day) - Sono solo parole (Noemi)       | 21 Guns (Green Day) - Sono solo parole (Noemi)       | 21 Guns (Green Day) - Sono solo parole (Noemi)       | Eliminato |
| 2                                                      | Cixi     | Elio    | Turning Tables (Adele) - Nobody's Perfect (Jessie J)                  | Turning Tables (Adele) - Nobody's Perfect (Jessie J) | Turning Tables (Adele) - Nobody's Perfect (Jessie J) | Turning Tables (Adele) - Nobody's Perfect (Jessie J) | Salva     |

Voto dei giudici per eliminare:
- Simona Ventura: Cixi, per salvare il suo artista, Daniele;
- Elio: Daniele, per salvare la sua artista, Cixi;
- Arisa: Daniele, avendo sempre preferito Cixi;
- Morgan: Cixi, preferendo Daniele.

I giudici non raggiungono un accordo, quindi si è entrati in TILT*. Il televoto decreta l'eliminazione di Daniele.
*Da questa puntata, in seguito alle contestazioni sull'eliminazione dei Frères Chaos nella sesta puntata, il TILT dura 300 secondi e non più 200 come nelle scorse puntate.

#### Ottava puntata (Finale: Parte 1)
Data: Giovedì 6 dicembre 2012

Tema: My song (i talenti cantano la loro canzone preferita), Lucio Dalla (esecuzione di brani del cantautore mixati su base drum'n'bass da Big Fish)

Ospite: Kylie Minogue

Canzone cantata dall'ospite: Can't Get You out of My Head

La puntata si è aperta con un medley di canzoni eseguito dagli eliminati di questa edizione (tranne Nicola Aliotta).
| Ordine | Cantante | Giudice | My song                                    | Ordine | Lucio Dalla             | Ordine | Inedito (autori)                                                    | Risultato |
| ------ | -------- | ------- | ------------------------------------------ | ------ | ----------------------- | ------ | ------------------------------------------------------------------- | --------- |
| 1      | Cixi     | Elio    | You Need Me, I Don't Need You (Ed Sheeran) | 4      | Il cielo                | 3      | Non sono l'unica (Bungaro, C. Chiodo)                               | Eliminata |
| 2      | Chiara   | Morgan  | Teardrop (Massive Attack)                  | 3      | Quale allegria          | 1      | Due respiri (E. Ramazzotti, S. Grandi, L. Chiaravalli, C. Galiazzo) | Salva     |
| 3      | Davide   | Ventura | Spaccacuore (Samuele Bersani)              | 1      | Futura                  | 2      | 100000 parole d'amore (M. Pezzali, F. Ilacqua, L. Chiaravalli)      | Salvo     |
| 4      | Ics      | Morgan  | Smooth Criminal (Michael Jackson)          | 2      | Come è profondo il mare | 4      | Autostima (di prima mattina) (A. Grimaldini, M. Castoldi, G. Cappa) | Salvo     |

#### Nona puntata (Finale: Parte 2)
Data: Venerdì 7 dicembre 2012

Tema: Duetto con un big della musica, Best of (medley di tre cover eseguite durante questa edizione)

Ospiti: Eros Ramazzotti, Mika, Skye, Lisa Hannigan

Canzoni cantante dagli ospiti: Terra promessa/We Will Rock You (Eros Ramazzotti e i talenti di X Factor) - Un angelo disteso al sole (Eros Ramazzotti) - Featherlight (Skye)
| Ordine                                   | Cantante | Giudice | Duetto | Risultato          |
| ---------------------------------------- | -------- | ------- | --- | ------------------ |
| 1                                        | Davide   | Ventura | Rome Wasn't Built in a Day (con Skye) | Terzo              |
| 2                                        | Chiara   | Morgan  | Stardust (con Mika) | Salva              |
| 3                                        | Ics      | Morgan  | What I'll do (con Lisa Hannigan) | Salvo              |
| Finalissima (Best Of - brano a cappella) |          |         | |                    |
| 1                                        | Chiara   | Morgan  | Somewhere Over The Rainbow (Israel Kamakawiwo'ole)/The Final Countdown (Europe)/You do something to me (Paul Weller) - Shake It Out (Florence and the Machine) | Vincitrice (74,6%) |
| 2                                        | Ics      | Morgan  | Der Kommissar (Falco)/Iodio (Bluvertigo)/Malarazza (Domenico Modugno) - Schegge di ruggine (Ics)                                                               | Secondo (25,4%)    |

La vincitrice della sesta edizione di X Factor Italia è Chiara Galiazzo.

### Enel Best Act
Novità di questa edizione è il premio Enel Best Act, un riconoscimento alla performance più innovativa: il pubblico ha votato sul sito ufficiale del programma e il premio è stato assegnato la sera della seconda finale.
I candidati sono i primi sei classificati: la vincitrice del premio è Cixi con You've Got the Love, performance eseguita nella prima puntata.
| Cantante     | Canzone                                         |
| ------------ | ----------------------------------------------- |
| Chiara       | Over the Rainbow (Israel Kamakawiwo'ole)        |
| Cixi         | You've Got the Love (Florence + The Machine)    |
| Daniele      | Strange World (Kè)                              |
| Davide       | Can't Say No (Conor Maynard)                    |
| Frères Chaos | Somebody That I Used to Know (Gotye ft. Kimbra) |
| Ics          | Iodio (Bluvertigo)                              |

## Ascolti

### X Factor - Le selezioni
| Puntata     | Sky Uno*          | Sky Uno*       | Sky Uno* | Cielo**           | Cielo**        | Cielo** | Totale telespettatori nei sette giorni Sky Uno |
| Puntata     | Messa in onda     | Telespettatori | Share    | Messa in onda     | Telespettatori | Share   | Totale telespettatori nei sette giorni Sky Uno |
| ----------- | ----------------- | -------------- | -------- | ----------------- | -------------- | ------- | ---------------------------------------------- |
| Provini 1/2 | 20 settembre 2012 | 578 000        | 1,81%    | 23 settembre 2012 | 393 000        | 1,52%   | 1 052 232 (1 600 000 con i dati di Cielo)      |
| Provini 2/2 | 27 settembre 2012 | 537 730        | 2,20%    | 30 settembre 2012 | 452 705        | 1,71%   | 1 160 751                                      |
| Bootcamp    | 4 ottobre 2012    | 493 325        | 2,03%    | 7 ottobre 2012    | 401 000        | 1,45%   |                                                |
| Homevisit   | 11 ottobre 2012   | 560 497        | 2,19%    | 14 ottobre 2012   | 475 000        | 1,72%   |                                                |
| Media       | Media             | 542 388        | 2,06%    | Media             | 430 426        | 1,60%   |                                                |

*Il dato è la somma di ascolto in diretta e di ascolto differito del giorno
**Su Cielo viene trasmessa la replica della puntata del giovedì su Sky Uno

### X Factor - Live Show
| Puntata      | Sky Uno*         | Sky Uno*       | Sky Uno* | Cielo**          | Cielo**        | Cielo** | Totale telespettatori nei sette giorni Sky Uno |
| Puntata      | Messa in onda    | Telespettatori | Share    | Messa in onda    | Telespettatori | Share   | Totale telespettatori nei sette giorni Sky Uno |
| ------------ | ---------------- | -------------- | -------- | ---------------- | -------------- | ------- | ---------------------------------------------- |
| 1 - Kick off | 18 ottobre 2012  | 816 000        | 3,82%    | 21 ottobre 2012  | 544 000        | 2,06%   | 1 358 000                                      |
| 2            | 25 ottobre 2012  | 538 000        | 2,37%    | 28 ottobre 2012  | 529 000        | 1,92%   | 967 191                                        |
| 3            | 1º novembre 2012 | 630 000        | 2,44%    | 4 novembre 2012  | 591 000        | 2,18%   | 1 077 463                                      |
| 4            | 8 novembre 2012  | 718 000        | 3,14%    | 11 novembre 2012 | 531 000        | 1,94%   | 1 028 443                                      |
| 5            | 15 novembre 2012 | 845 000        | 3,55%    | 18 novembre 2012 | 464 000        | 1,67%   | 1 276 338                                      |
| 6            | 22 novembre 2012 | 805 000        | 3,25%    | 25 novembre 2012 | 579 000        | 2,22%   | 1 349 366                                      |
| 7            | 29 novembre 2012 | 860 000        | 3,61%    | 2 dicembre 2012  | 570 000        | 2,34%   | 1 122 338                                      |
| 8 - Finale 1 | 6 dicembre 2012  | 921 000        | 3,56%    | 9 dicembre 2012  | 653 000        | 2,67%   | 1 131 535                                      |
| 9 - Finale 2 | 7 dicembre 2012  | 1 014 060      | 3,67%    | 10 dicembre 2012 | 586 000        | 2,15%   | 1 376 745                                      |
| Media        | Media            | 794 000        | 3,27%    | Media            | 561 000        | 2,13%   |                                                |

*Il dato è la somma di ascolto in diretta e di ascolto differito del giorno.
**Su Cielo il live è la replica non integrale della diretta del giovedì su Sky Uno

### Xtra Factor
| Puntata | Messa in onda    | Rete    | Telespettatori | Share |
| ------- | ---------------- | ------- | -------------- | ----- |
| 1       | 18 ottobre 2012  | Sky Uno | 189 000        | 3,47% |
| 2       | 25 ottobre 2012  | Sky Uno |                |       |
| 3       | 1º novembre 2012 | Sky Uno | 217 000        |       |
| 4       | 8 novembre 2012  | Sky Uno | 196 000        | 2,85% |
| 5       | 15 novembre 2012 | Sky Uno | 209 000        | 2,37% |
| 6       | 22 novembre 2012 | Sky Uno | 379 000        | 4,83% |
| 7       | 29 novembre 2012 | Sky Uno | 210 000        | 2,46% |
| 8       | 6 dicembre 2012  | Sky Uno | 333 000        | 2,98% |
| 9       | 7 dicembre 2012  | Sky Uno | 561 325        |       |

L'Ante Factor di venerdì 7 dicembre è stato visto da 343 657 telespettatori.

## Curiosità
- Questa è stata l'edizione più interattiva di sempre: il pubblico ha potuto votare con gli SMS, il decoder SKY, il sito web del programma, l'applicazione per IPad, Facebook e, per la prima volta nella storia della televisione, anche via Twitter.
- Durante l'Xtra Factor della sesta puntata, a seguito dell'eliminazione dalla gara dei Frères Chaos, è scoppiata una violenta discussione tra Arisa e Simona Ventura: l'episodio è stato censurato da SKY e mai più mandato in onda.
- Per la seconda edizione consecutiva vince un concorrente del Veneto (dopo Francesca Michielin, Chiara Galiazzo).
- Tutte le concorrenti della squadra delle Under Donne sono di Torino.
- Le Donatella hanno vinto la decima edizione de L'isola dei famosi.
- Mahmood ha vinto le edizioni del Festival di Sanremo 2019 e 2022 (quest'ultima assieme a Blanco).
- Fabio Rinaldi dei Frere Chaos è diventato produttore del cantante Sangiovanni.
- Mattia Balardi in arte Mr.Rain nonostante sia stato scartato alle audizioni si è piazzato terzo al Festival di Sanremo 2023 con il singolo Supereoi.

## Ospiti
| Puntata | Ospiti nei Live Show                       |
| ------- | ------------------------------------------ |
| 1       | Francesca Michielin, Robbie Williams       |
| 2       | Club Dogo, Giuliano Palma, Il Cile         |
| 3       | One Direction, Scissor Sisters             |
| 4       | Emis Killa                                 |
| 5       | Alanis Morissette, Malika Ayane            |
| 6       | Conor Maynard                              |
| 7       | Mika                                       |
| 8       | Kylie Minogue                              |
| 9       | Eros Ramazzotti, Mika, Skye, Lisa Hannigan |

## X Factor Radio
Per tutto il periodo di programmazione di X Factor è disponibile su diverse piattaforme la web radio targata X Factor e Radio Deejay. L'X Factor Radio è presente sul sito di X Factor, su quello di Radio Deejay, su Sky Radio (canale 700), tramite l'app X Factor 2012 (Apple/Android) e anche su Facebook.

## Dopo X Factor

### X Factor - The Movie
Come per la quinta edizione X Factor diventa un film che ripercorre i momenti salienti della competizione che ha portato alla vittoria la padovana Chiara Galiazzo. Il film è andato in onda giovedì 13 dicembre 2012 alle 23.00 dopo la prima puntata della seconda stagione di MasterChef Italia. Su Cielo è andato in onda domenica 16 dicembre 2012 alle 21.00.

### X Factor on Ice
Domenica 23 dicembre 2012 alle ore 17.00 i sei finalisti (i Freres Chaos, Cixi, Chiara, Ics, Daniele e Davide) si sono esibiti dal vivo, accompagnando le evoluzioni dei più grandi pattinatori su ghiaccio, tra cui il francese già medaglia d'oro agli europei Florent Amodio, i nostri campioni italiani Samuel Contesti, Valentina Marchei e Stefania Berton con Ondřej Hotárek, la star americana Sasha Cohen e la campionessa europea 2011 Sarah Meier. 

La produzione è a cura di Riptide, società di organizzazione eventi e produzioni televisive, ideatrice dello spettacolo su ghiaccio Golden Skate Awards, Parcolimpico, società che gestisce il Palavela e gli impianti post olimpici di Torino, e FremantleMedia, leader mondiale nell'ideazione, produzione e distribuzione di programmi d'intrattenimento e serie tv, tra cui X Factor, The Apprentice, Italia's Got Talent, Un posto al sole.

X Factor On Ice è andato in onda su Sky Uno mercoledì 26 dicembre 2012 alle 21.00, mentre su Cielo il 6 gennaio 2013 in prima serata. Hanno condotto I Moderni, secondi classificati della quinta edizione, e Giorgia Palmas. La serata ha totalizzato 133.176 spettatori medi complessivi

### Da X Factor a Sanremo: semplicemente Chiara
Giovedì 7 febbraio 2013 alle 20.05 su Sky Uno HD è andato in onda uno speciale dedicato alla trionfatore di X Factor 2012, Chiara Da X Factor a Sanremo: semplicemente Chiara ha raccontato il viaggio della vincitrice dal palco del talent show più famoso del mondo al palco più rinomato della cultura musicale italiana, quello dell'Ariston. Si tratta di un percorso molto personale al fianco della giovane pop star: la sua vita a Milano, i concerti, la preparazione al Festival, gli incontri con i fan e un ospite speciale come Alessandro Borghese.

#### Davide il Romeo di X Factor
Sabato 21 settembre 2013 alle 10.40 su Sky Uno HD è andato in onda uno speciale dedicato a Davide Merlini: Davide il Romeo di X Factor. Ha raccontato il dietro le quinte del Musical voluto da David Zard e diretto da Giuliano Peparini a cui il concorrente ha partecipato e che andrà in onda in diretta su Rai2 il 3 ottobre 2013.

## Compilation
| Titolo                                                   | Posizione massima nella classifica italiana FIMI |
| -------------------------------------------------------- | ------------------------------------------------ |
| X Factor Compilation 2012 (Puntata del 1º novembre 2012) | 11                                               |
| X Factor Compilation 2012 (Puntata dell'8 novembre 2012) | 7                                                |
| X Factor Compilation 2012 (Puntata del 15 novembre 2012) | 6                                                |

### Brani delle compilation e degli EP entrati in classifica
| Artista      | Brano                     | Posizioni in classifica | Certificazione               |
| Artista      | Brano                     | FIMI                    | Certificazione               |
| ------------ | ------------------------- | ----------------------- | ---------------------------- |
| Chiara       | Over the Rainbow          | 18                      | - ITA: Oro - Vendite: 15.000 |
| Chiara       | The Final Countdown       | 6                       | —                            |
| Chiara       | I Was Made for Loving You | 15                      | —                            |
| Ics          | Der Kommissar             | 23                      | —                            |
| Chiara       | I Want to Hold Your Hand  | 34                      | —                            |
| Frères Chaos | Ritual Union              | 47                      | —                            |
| Chiara       | L'amore è tutto qui       | 49                      | —                            |
| Ics          | Iodio                     | 49                      | —                            |
| Frères Chaos | Enjoy The Silence         | 91                      | —                            |

## Piazzamenti in classifica

### Singoli
| Artista        | Brano                        | Posizioni in classifica | Certificazione                        |
| Artista        | Brano                        | FIMI                    | Certificazione                        |
| -------------- | ---------------------------- | ----------------------- | ------------------------------------- |
| Chiara         | Due respiri                  | 1                       | - ITA: Multiplatino - Vendite: 60.000 |
| Ics            | Autostima (di prima mattina) | 2                       | —                                     |
| Davide Merlini | 100000 parole d'amore        | 5                       | —                                     |
| Cixi           | Non sono l'unica             | 9                       | —                                     |
| Daniele        | Un giorno in più             | 28                      | —                                     |
| Frères Chaos   | Coltiva l'inverno            | 31                      | —                                     |
| Le Donatella   | Fooled Again                 | 44                      | —                                     |
| Yendry         | Here                         | —                       | —                                     |

### EP
| Artista        | Titolo                       |
| -------------- | ---------------------------- |
| Chiara         | Due respiri                  |
| Ics            | Autostima (di prima mattina) |
| Davide Merlini | 100000 parole d'amore        |
| Cixi           | Non sono l'unica             |
| Daniele        | Un giorno in più             |

P.S. In quell'anno gli EP non venivano conteggiati in classifica FIMI e di conseguenza non venivano neanche certificati. Le loro vendite venivano quindi sommate a quelle dei singoli.